# Thomas Weller
Thomas Weller (Zurigo, 4 novembre 1980) è un ex calciatore tedesco.